# Mao Asada
Mao Asada (n. 25 septembrie 1990, Nagoya, Japonia) este o patinatoare artistică japoneză, medaliată olimpică. A participat la două ediții ale Jocurilor Olimpice (2010, 2014) în care a câștigat o medalie de argint.